# Zeitschrift für celtische Philologie
Die Zeitschrift für celtische Philologie (ZCP) ist eine sprachwissenschaftliche deutsche Schriftenreihe. Es ist die älteste noch erscheinende Zeitschrift, die sich ausschließlich dem Thema Keltologie widmet.

## Geschichte
Gegründet wurde die Zeitschrift 1896 von Kuno Meyer und Ludwig Christian Stern. Weitere Herausgeber waren u. a. Julius Pokorny und Rudolf Thurneysen. Bis 2013 wurden 60 Bände herausgegeben. Abweichend vom normalen Titel tragen die Bände 22 (1941) und 23 (1942/43) den Titel: Zeitschrift für keltische Philologie und Volksforschung. Danach kam es kriegsbedingt zu einer Unterbrechung der Redaktionsarbeit von 1944 bis 1952. Ein Gesamt-Inhaltsverzeichnis aller Ausgaben kann eingesehen werden. Die Zeitschrift richtet sich hauptsächlich an Wissenschaftler, deren Forschungsgebiet die keltischen Sprachen oder die keltische Kultur in irgendeiner Art betrifft, und am Thema Keltologie interessierte Laien. Die Zeitschrift für celtische Philologie wird von Bibliotheken und Instituten bezogen und dort meistens in den Bibliotheksbestand eingegliedert.

## Inhalt
Themen der Zeitschrift sind Keltische Sprachen und Geschichte und Politik ihrer Sprecher. In den Gründungsjahren lag der Schwerpunkt auf den Gebieten Keltische Philologie, Altirische Lyrik, Vergleichende Sprachwissenschaft und Etymologie mit Bezug zum Keltischen und festlandkeltische Sprachdenkmäler. Später kamen auch aktuelle Fragestellungen – wie Sprachpolitik der neukeltischen Sprachen – hinzu.
Diese Themen werden behandelt in Artikeln, Besprechungen von Büchern und Zeitschriftenartikeln und Literaturlisten. Beim Tod eines verdienten Keltologen erscheint ein Nachruf. Als Autoren fungieren Wissenschaftler, deren Forschungsgebiet die keltischen Sprachen oder die keltische Kultur in irgendeiner Art betrifft.

## Layout
Satzspiegel: 180 mm hoch × 110 mm breit, Druck im Offset-Verfahren. Ältere Ausgaben können auf der Seite des Verlages gegen Gebühr als PDF bezogen werden.

## Sonstiges
- In dem Gedicht Binchy and Bergin and Best von Flann O’Brien findet die Zeitschrift für celtische Philologie Erwähnung, wo es über die drei irischstämmigen Keltologen heißt: “They rose in their nightshift / To write for the Zeitschrift”.[4]
- 1927 bis 1930 erschien eine richtungsweisende Artikelserie von Julius Pokorny in der ZcP, in der nachgewiesen wird, dass die Vorläufersprachen der Inselkeltischen Sprachen afroasiatische Sprachen waren.[5]
- Gegenüber neueren Forschungen, die die Inselkeltischen Sprachen, insbesondere das Kymrische, als Substrat des Englischen ausweisen, verhält man sich reserviert bis ablehnend. Bisher wurde noch kein Artikel veröffentlicht, lediglich ablehnende Rezensionen sind erschienen.[6]
- Neben der ZcP wird eine Buchreihe der Zeitschrift für celtische Philologie herausgegeben.